# Jolanta Dičkutė
Jolanta Dičkutė (* 8. Dezember 1970 in Kaunas) ist eine litauische Politikerin. Dičkutė ist seit 2004 Mitglied des Europäischen Parlaments für die Darbo partija und Mitglied in der Allianz der Liberalen und Demokraten für Europa.

## Biographie
Dičkutė studierte ab 1989 Medizin an der Medizinischen Universität Kaunas und promovierte 1995 zur Doktorin. Danach absolvierte sie zwischen 1995 und 1996 eine Praktische allgemeinmedizinische Ausbildung an der Medizinischen Universität Kaunas und wurde von 1996 bis 1998 zur Kinderärztin ausgebildet. Sie absolvierte zwischen 1998 und 2002 zudem ein Promotionsstudium an der Fakultät für öffentliche Gesundheit der Medizinischen Universität Kaunas und studierte von 2000 bis 2002 öffentliche Gesundheit an der Nordischen Hochschule für öffentliche Gesundheit in Göteborg (Schweden). 
Dičkutė war von 2001 bis 2004 Koordinatorin des Bezirks Kaunas für das Gesundheitsprojekt staatliche Bildungseinrichtung „Regionalentwicklungsagentur Kaunas“ der Weltbank in Litauen und war von 2003 bis 2004 Koordinatorin der Projekte der Kliniken der Medizinischen Universität Kaunas. Von 2002 bis 2004 war sie zudem Dozentin am Lehrstuhl für prophylaktische Medizin der Medizinischen Universität Kaunas. 
Dičkutė ist seit 2004 Mitglied des Rates der Darbo partija (Arbeitspartei) und seit 2003 geschäftsführende Sekretärin des Gesundheitsausschusses der Arbeitspartei. Zudem war sie von 1997 bis 2002 Redakteurin der pharmazeutischen Zeitschrift „Pharmacon“.